# Деалу Фрумос (Ваду Моцилор)
Деалу Фрумос (рум. Dealu Frumos) насеље је у Румунији у округу Алба у општини Ваду Моцилор. Oпштина се налази на надморској висини од 836 m.

## Становништво
Према подацима из 2002. године у насељу је живело 275 становника, од којих су сви румунске националности.